# Ugo Franceschi
Ugo Franceschi (Pisa, 11 gennaio 1852 – Pisa, 16 gennaio 1940) è stato un baritono e compositore italiano.

## Biografia
Le cronache del tempo riportano che cantò in concerti di musiche sacre di Giacomo Puccini, presente l'autore, nel 1877 in almeno due sedi, un Mottetto per baritono e coro a 4 voci, presso la Sala dell'Istituto Pacini e presso la Chiesa di San Paolino a Lucca.
Il giovane Franceschi però nel 1874 aveva nel frattempo debuttato in teatro, presso l'Arena Federighi a Pisa, nel ruolo del Conte di Luna ne Il trovatore di Verdi.
Nel 1876 cantò al Teatro alla Scala di Milano ne La forza del destino accanto al celebre tenore Julián Gayarré e nell'opera di Pinsuti Mattia Corvino, accanto al pisano Gaetano Monti.
A Pisa cantò spesso ruoli principali con sicurezza e padronanza timbrica, in particolare nel 1883 ne La forza del destino insieme al soprano Teresa Brambilla. Oltre alla Forza del destino nello stesso anno ebbe modo di cantare nel Poliuto.
Cantò inoltre a Trieste, Parma (Amonasro nell'Aida presso il Teatro Regio nel 1880), Volterra (Pagano ne I Lombardi alla prima crociata nel 1884) e in altri teatri importanti.
Ebbe due figli musicisti, medici di professione, e anche la moglie era un'ottima musicista e pianista.
Per anni ha insegnato canto nella sua città, avendo molti allievi, tra cui i baritoni Giuseppe Cassoli e Massimo Vernaccini.
In qualità di compositore, musicò alcune commedie musicali, tra cui In panna (libretto di Cambellotti) del 1923) e La civetta e il barbagianni, data alle scene con successo nel 1931, la cui trama divertente e di facile comprensione la rese famosa in ambito toscano.
È sepolto nel Cimitero suburbano di Pisa, nella zona monumentale, presso la tomba di famiglia.

## Curiosità
Non cantò mai nel ruolo di Rigoletto perché riteneva, come altri suoi colleghi appartenenti alla nobiltà, potesse nuocere al suo lignaggio e alla sua dignità.
Durante un concerto in suo onore la cittadinanza pisana volle offrirgli in dono un bellissimo anello d'oro di fine arte orafa.